# Christian Rasmussen (autocoureur)
Christian Rasmussen (Kopenhagen, 29 juni 2000) is een Deens autocoureur. In 2020 werd hij kampioen in de USF2000 en in 2021 in het Indy Pro 2000 Championship. In 2023 won hij het kampioenschap in de Indy NXT klasse, de laatste opstapklasse voor het prestigieuze Indy Car kampioenschap.

## Autosportcarrière
Rasmussen begon zijn autosportcarrière in het karting. In 2015 werd hij derde in de KFJ-klasse van zowel het Noord-Europese en het Deense kampioenschap. In 2016 stapte hij over naar het formuleracing en debuteerde hij in de Deense Formule Ford bij het team Frederichsen Sport. Hij behaalde vijf overwinningen en stond in tien andere races op het podium. Met 332 punten werd hij tweede in het kampioenschap.
In 2017 stapte Rasmussen over naar het Deense Formule 4-kampioenschap, waarin hij uitkwam voor Magnussen Racing Experience, het team van voormalig Formule 1-coureur Jan Magnussen. Hij won twee races op de Jyllands-Ringen en behaalde tien andere podiumplaatsen. Met 292 punten werd hij achter Daniel Lundgaard en Frederik Vesti derde in het klassement.
In 2018 ging Rasmussen in de Verenigde Staten rijden en debuteerde hij in het Amerikaanse Formule 4-kampioenschap bij Jay Howard's Motorsports Driver Development, het team van Jay Howard. Hij behaalde vijf zeges: twee op zowel de Virginia International Raceway en de Mid-Ohio Sports Car Course en een op het Circuit of the Americas. Daarnaast behaalde hij nog drie podiumplaatsen. Met 196 punten werd hij derde in de eindstand.
In 2019 stapte Rasmussen over naar de U.S. F2000, waarin hij opnieuw uitkwam voor Jay Howard Driver Development. Hij won drie races op het Stratencircuit Toronto, Mid-Ohio en Laguna Seca en stond in vier andere races op het podium. Met 282 punten werd hij achter Braden Eves en Hunter McElrea derde in het kampioenschap.
In 2020 bleef Rasmussen actief in de U.S. F2000 bij Howard. Hij won de eerste zes races van het seizoen op Road America (twee), Mid-Ohio (drie) en de Lucas Oil Raceway, en behaalde in de rest van het seizoen nog drie zeges op Mid-Ohio en het New Jersey Motorsports Park (tweemaal). Verder stond hij in een andere race op het podium. Met 394 punten werd hij gekroond tot kampioen in de klasse.
In 2021 stapte Rasmussen over naar het Indy Pro 2000 Championship, waarin hij zijn samenwerking met Howard voortzette. Hij won zeven races: twee op zowel de Indianapolis Motor Speedway en Mid-Ohio en een op het Stratencircuit Saint Petersburg, de Lucas Oil Raceway en Road America. Daarnaast stond hij in vijf andere races op het podium. Met 445 punten werd hij gekroond tot kampioen in de klasse.
In 2022 maakt Rasmussen de overstap naar de Indy Lights, waarin hij uitkomt voor het team Andretti Autosport. In 2023 weet hij vijf van de veertien races te winnen en daarmee het kampioenschap op zijn naam te schrijven.
In oktober 2023 werd bekend gemaakt dat Rasmussen de overstap maakt naar IndyCar. Hij zal het seizoen 2024 rijden voor het team van Ed Carpenter Racing, waar hij de teamgenoot wordt van Rinus van Kalmthout.

## Race Resultaten
| Seizoen | Serie                              | Team                                        | Races | Overwinningen | Pole Positions | Snelste Ronden | Podiums | Punten | Rang |
| ------- | ---------------------------------- | ------------------------------------------- | ----- | ------------- | -------------- | -------------- | ------- | ------ | ---- |
| 2016    | Deens Formule Ford kampioenschap   | Frederichsen Sport                          | 20    | 5             | 0              | 4              | 15      | 332    | 2    |
| 2017    | Formule 4 Denemarken               | Magnussen Racing Experience                 | 21    | 2             | 1              | 3              | 12      | 292    | 3    |
| 2018    | Formule 4 USA                      | Jay Howard's Motorsports Driver Development | 17    | 5             | 1              | 4              | 8       | 196    | 3    |
| 2019    | USF2000                            | Jay Howard Driver Development               | 15    | 3             | 1              | 4              | 7       | 282    | 3    |
| 2020    | USF2000                            | Jay Howard Driver Development               | 17    | 9             | 8              | 7              | 10      | 394    | 1    |
| 2021    | USF Pro 2000                       | Jay Howard Driver Development               | 18    | 7             | 2              | 8              | 12      | 445    | 1    |
| 2022    | Indy Lights                        | Andretti Autosport                          | 14    | 2             | 1              | 2              | 5       | 440    | 6    |
| 2022    | IMSA SportsCar Championship - LMP2 | Era Motorsport                              | 1     | 0             | 0              | 0              | 0       | 285    | 19   |
| 2023    | Indy NXT                           | HMD Motorsports met Dale Coyne Racing       | 14    | 5             | 5              | 5              | 8       | 539    | 1    |
| 2023    | IMSA SportsCar Championship - LMP2 | Era Motorsport                              | 4     | 0             | 0              | 1              | 2       | 926    | 11   |